# قائمة التراث الثقافي غير المادي في السعودية

عناصر التراث الثقافي غير المادي لليونسكو هي التقاليد والممارسات الشعبية التي تشكل جزء من التراث الثقافي للبلاد. عُرف "التراث الثقافي غير المادي" بموجب اتفاقية صون التراث الثقافي غير المادي التي صُيغت في عام 2003 وبدأ تنفيذها في 2006. تقوم اللجنة الدولية الحكومية لصون التراث الثقافي غير المادي المنبثقة عن الاتفاقية في قوائم اليونسكو. صادقت المملكة العربية السعودية على الاتفاقية في 10 يناير 2008 ومنذ ذلك الحين، أدرج ستة عشر عنصراً في القائمة التمثيلية.

## القائمة المسجلة
| م  | الصورة                                             | الاسم                                      | النوع         | الرقم | سنة التسجيل | ملاحظات |
| -- | -------------------------------------------------- | ------------------------------------------ | ------------- | ----- | ----------- | --- |
| 1  |                                                    | المجالس                                    | ثقافي لامادي  | 01076 | 2015        | أدرجت ضمن قائمة التراث العالمي اللامادي في السعودية تحت عنوان «المجلس، مكان ثقافي واجتماعي»، بالتشارك مع كل من الإمارات العربية المتحدة، وسلطنة عُمان، وقطر في عام 2015م. والمجلس مكان اجتماع أفراد المجتمع لمناقشة الأمور والقضايا المحلية، وتبادل الأخباء سواء أخبار الشأن العام أو ما يخص حاضري المجلس، وهو بالتالي مكان للتواصل الاجتماعي. يعتبر المجلس مكاناً لأداء الواجبات الاجتماعية من استقبال الضيوف وتقديم واجب العزاء وإقامة حفلات الزفاف. تكون أرضية المجلس عادةً مغطاة بالسجاد وهو مكان واسع المساحة فيه وسائد ومتكآت ونار لإعداد القهوة. يهتم كبار السن على وجه الخصوص بهذا التراث نظراً لمعرفتهم بالأنساب والتاريخ القبلي والطبيعة، إلا أن وافدي المجلس ممكن أن يكونوا من الأسرة ذاتها أو القبيلة أو الحي أو الأحياء المجاورة. يهتم القضاة ورجال الدين بالمجالس لكونها مكان لحل النزاعات وتوضيح الحقوق السياسة والدينية والاجتماعية. لا تقتصر المجالس على الرجال، فالنساء مجالسهن الخاصة، وقد تحضر النسوة البارزات مجالس أدبية أو علمية مختلطة. تنبع أهمية المجالس من كونها مكان تناقل التراث الشفهي، مثل القصص الشعبية أو التراثية والغناء الشعبي والشعر النبطي. ينقل هذا التراث والمعارف التي تعرض فيه إلى جميع الفئات العمرية فيتعلم الأطفال مما يحكى في المجلس، ومن خلال مراقبة الكبار في المجلس، يتعلم الصغار والشباب سلوكيات وأخلاقيات مجتمعهم، ومهارات الحوار والإصغاء، واحترام آراء الآخرين. |
| 2  |                                                    | القهوة السعودية                            | ثقافي لامادي  | 01074 | 2015        | أدرجت ضمن قائمة التراث العالمي اللامادي في السعودية تحت عنوان «القهوة العربية رمزاً للكرم»، بالتشارك مع كل من الإمارات العربية المتحدة، وسلطنة عُمان، وقطر في عام 2015م. يبدأ تحضير القهوة العربية بتحميص حبوب القهوة في مقلاة غير عميقة ومن ثم طحنها باستخدام هاون ومدق نحاسيين ثم توضع في دلة نحاسية على موقد نار. وبعد أن تختمر تسكب في فنجان صغير بحيث يملتئ ربعه وتقدم أولاً للضيف الأكبر سناً والأكثر أهمية ويعاد السكب عند الطلب برج الفنجان وعادة لا يُشرب أكثر من ثلاثة فناجين. يمارس هذا التراث جميع فئات وشرائح المجتمع غير أن حملته والمحافظين على استمراريته هم شيوخ ورؤوساء القبائل والبدو من الرجال والنساء الكبار في السن وأصحاب المتاجر المتخصصة في بيع القهوة، ويحرصون على نقل تقاليد القهوة العربية في إطار العائلة عبر الممارسة والمراقبة ويتعلم الشباب أسلوب اختيار حبوب القهوة المناسبة من خلال مرافقة الكبار إلى السوق. |
| 3  |                                                    | العرضة النجدية                             | ثقافي لامادي  | 01196 | 2015        | أدرجت ضمن التراث العالمي اللامادي تحت عنوان «العرضة النجدية - رقص شعبي ودق على الطبول وأهازيج شعرية من المملكة العربية السعودية»، كما تسمى أيضاً بالعرضة السعودية وهي عبارة عن رقصة شعبية بدأت كونها إحدى أهازيج الحروب إلا أنها أصبحت تؤدى في أوقات الاحتفالات والأعياد، وفيها يتم تكرار أبيات شعرية وأناشيد معيّنة، يتلوها الرقصة التي يتم فيها عادةً استخدام السيوف بحركات معيّنة، كما يتم استخدام أنواع مختلفة من الطبول، وفيها يرتدي مؤدوا العرضة زيّاً خاصاً. |
| 4  |                                                    | المزمار                                    | ثقافي لامادي  | 01011 | 2016        | أدرجت ضمن التراث العالمي اللامادي تحت عنوان «رقصة المزمار: رقصة تؤدّى باستخدام العصي على إيقاع الطبول» في المملكة العربية السعودية في عام 2016م، تعد رقصة المزمار من الرقصات التقليديّة في الحجاز، وتمارس غالباً في المناسبات العائليّة أو الوطنيّة. ويشارك بها نحو 15 إلى 100 رجل مصطفين في صفين متقابلين ويصفقون ويرددون أغاني معيّنة. كما يقوم رجلان بالرقص بالعصي في وسط ساحة الرقص وذلك على إيقاع الطبول لفترة محدّدة ثمّ يقومون بإفساح المجال لغيرهما. |
| 5  |                                                    | الصقارة: تراث إنساني حي                    | ثقافي لامادي  | 00732 | 2016        | أدرجت ضمن التراث العالمي اللامادي تحت عنوان «البيزرة: تراث إنساني حي» في عام 2016م، تعتبر هواية الصقارة (تربية الصقور والصيد بها) هواية عريقة وقديمة في منطقة شبه الجزيرة العربية وعدد من الدول العربية الأخرى، وقد صنفت ضمن التراث العالمي اللامادي في السعودية بالتشارك مع العديد من الدول التي تعرف ممارسة هذه الهواية ضمن تراثها الوطني، وهي: الإمارات العربية المتحدة، قطر، سوريا، المغرب، إسبانيا، النمسا، بلجيكا، التشيك، فرنسا، هنغاريا، كوريا الجنوبية، منغوليا، إيطاليا، باكستان، كازاخستان يعود أصل هذه الهواية إلى استخدام الصيد بالطيور الجارحة كوسيلة للصيد لكنها تطورت مع الوقت لتصبح جزءاً من الإرث الثقافي للشعوب. يقوم ممارسو هذه الهواية بتربية الطير الجارح كالبزاة والنسور والصقور وغيرها وإطلاقها والعمل على تكاثرها. ويرى ممارسو الصيد بالطير الجارح أنفسهم كمجموعة وقد يسافرون لمدة أسابيع في كل مرة من أجل ممارسة هذا الفن، ويجتمعون فيما بينهم في الأمسيات لرواية ما عملوه وشاهدوه في النهار. ولا يُسمح في بعض البلدان بالصيد بالطير الجارح واكتساب صفة الصائد أو الممارس في هذا الضرب من الصيد إلا بعد اجتياز امتحان وطني. |
| 6  |                                                    | القط العسيري                               | ثقافي لا مادي | 01261 | 2017        | القط أو النقش أو الزَّيان هو أحد الفنون التجريدية التي نشأت في منطقة عسير تقوم به النساء لتزيين بيوتهن، حيث تُختار أنماط هندسية وتصاميم مختلفة متناسبة لإنجاز طبقات فوق بعض تتشكل فيها العديد من الخطوط والرسمات لكل منها مصطلحها الخاص ثم تلون بعدد من الألوان كالأسود والأزرق والأحمر والأصفر. |
| 7  |                                                    | نخيل التمر                                 | ثقافي لا مادي | 01509 | 2019        | أدرجت ضمن التراث العالمي اللامادي تحت عنوان «نخيل التمر، المعارف والمهارات والتقاليد والممارسات» في عام 2019م، وهي ضمن التراث الثقافي للمملكة العربية السعودية بالتشارك مع العديد من الدول: البحرين ومصر والعراق والأردن والكويت وموريتانيا والمغرب وعمان ودولة فلسطين والسودان وتونس والإمارات العربية المتحدة واليمن، يعتبر النخيل جزءاً من تاريخ هذه الدول حيث أنه مصدر للعديد من المزارعين والحرفيين وأصحاب المهن اليدوية والتجار وأصحاب المصانع والشركات الغذائية. ينمو شجر النخيل في المناخات الجافة حيث تخترق جذور النبتة الأرض بعمق بحثاً عن الرطوبة. يقوم المزراعون القائمون على رعاية شجر النخيل والحرفيون الذين يستخدمون أجزاء شجرة النخيل في أعمالهم والتجار والحكواتيون الذين يرون القصص والقصائد الفكلورية المرتبطة بهذه الشجرة. الفوائد الغذائية والمهنية والتجارية التي قدمتها التمر والنخيل لسكان هذه الدول على مر الزمان ساهم في تعزيز ارتباطهم به مما جعله جزءاً من إرثهم الحضاري. |
| 8  | عازف ربابة في بيت الشَعر، وتظهر تطريزات السدو خلفه. | الصناعة التقليدية لحرفة السدو              | ثقافي لا مادي | 01586 | 2020        | السدو هو أحد أنواع النسيج المُطرز البدوي التقليدي الذي ينتشر في التقاليد البدوية في المملكة. والسدو لغوياً هو كل ما هو منسوج على طراز أفقي. غالباً ما يستخدم وبر الجمل أو شعر الماعز أو صوف الغنم لحياكته. يستعمل السدو لحياكة الخيمة البدوية المعروفة ببيت الشعر، التي تحمي من حرارة الشمس وبرد الصحراء في الليل. سجلت السعودية السدو ضمن القائمة التمثيلية للتراث الثقافي غير المادي في اليونسكو. |
| 9  |                                                    | الخط العربي                                | ثقافي لا مادي | 01718 | 2021        | يعد الخط العربي رمزاً للهوية العربية، وقد ساهم في نقل الثقافة والنصوص الدينية على مر التاريخ. ويمارس الخطاطون المحترفون الخط العربي حسب المعرفة والمهارات والقواعد المكتسبة عبر التلمذة، كما يستخدمه الفنانون والمصممون في أعمالهم الفنية (اللوحات، أعمال النحت، والفنون الجدارية وغيرها) إلى جانب استخدامه من قبل الحرفيين الذين يزينون مختلف المصنوعات اليدوية بالخط العربي. سُجل الخط العربي على القائمة التمثيلية للتراث الثقافي غير المادي لمنظمة الأمم المتحدة للتربية والعلم والثقافة «اليونيسكو»، في ديسمبر 2021، بعد أن قادت السعودية بالتعاون مع 15 دولة عربية تحت إشراف منظمة «الألكسو»، الجهود المشتركة في تسجيل عنصر «الخط العربي: المعارف والمهارات والممارسات» على قائمة «اليونيسكو». |
| 10 |                                                    | حداء الإبل                                 | ثقافي لا مادي | 01717 | 2022        | حداء الإبل هو أحد التعابير الشفهية في تراث المملكة العربية السعودية، ويمكن تعريفه بأنها مجموعة من الأصوات التي يقوم بها رعاة الإبل للتواصل مع قطعانهم؛ وذلك لإيصال رسالة محددة في مناسبات مختلفة، وتتفاعل الإبل مع هذه الأصوات اعتماداً على اللحن، والطريقة التي درّبها عليها الراعي. سُجل حداء الإبل في نوفمبر 2022، ضمن القائمة التمثيلية للتراث الثقافي غير المادي لمنظمة الأمم المتحدة للتربية والعلم الثقافة "اليونسكو"، بعد أن قادت المملكة بالتعاون مع سلطنة عُمان، ودولة الإمارات العربية المتحدة، الملف المشترك لتسجيله. |
| 11 |                                                    | البن الخولاني                              | ثقافي لا مادي | 01863 | 2022        | البن الخولاني نوع من أنواع البن، الذي يُزرع في مناطق سراة خولان الممتدة من المملكة العربية السعودية إلى اليمن، خاصة في جبال جازان (جنوب غرب السعودية) التي تعد مركزاً رئيسياً لزراعة هذا النوع من البن، وأهم ما يميزه عن غيره هي الطبقة الزيتية ورائحته المعروفة. نجحت المملكة بتسجيل "البن الخولاني السعودي -المهارات والمعارف المرتبطة بزراعته-" في نوفمبر 2022، ضمن القائمة التمثيلية للتراث الثقافي غير المادي لمنظمة الأمم المتحدة للتربية والعلم الثقافة "اليونسكو". |
| 12 |                                                    | الهريس                                     | ثقافي لا مادي | 01744 | 2023        | |
| 13 |                                                    | الحفر على المعادن (الذهب والفضة والنحاس)   | ثقافي لا مادي | 01951 | 2023        | |
| 14 |                                                    | الممارسات الثقافية المرتبطة بالورد الطائفي | ثقافي لا مادي |       | 2024        | في 3 ديسمبر 2024م أعلن وزير الثقافة السعودي عن نجاح السعودية في تسجيل «الممارسات الثقافية المرتبطة بالورد الطائفي» في القائمة التمثيلية للتراث الثقافي غير المادي لدى منظمة الأمم المتحدة للتربية والعلوم والثقافة (اليونسكو). |
| 15 |                                                    | صناعة وعزف آلة السمسمية                    | ثقافي لا مادي |       | 2024        | في 4 ديسمبر 2024م أعلن وزير الثقافة السعودي عن نجاح السعودية في تسجيل «صناعة وعزف آلة السمسمية» في القائمة التمثيلية للتراث الثقافي غير المادي لدى منظمة الأمم المتحدة للتربية والعلوم والثقافة «اليونسكو»، وذلك من خلال ملف ترشيح قادته جمهورية مصر العربية، وبمشاركة بارزة من المملكة ممثلةً في هيئة التراث، وبالتعاون مع اللجنة الوطنية السعودية للتربية والثقافة والعلوم، والوفد الدائم للسعودية لدى اليونسكو. |
| 16 |                                                    | العادات المرتبطة بنقوش الحناء              | ثقافي لا مادي |       | 2024        | في 3 ديسمبر 2024 سُجلت "العادات المرتبطة بنقوش الحناء" في القائمة التمثيلية للتراث الثقافي غير المادي لدى منظمة الأمم المتحدة للتربية والعلوم والثقافة «اليونسكو»، بالاشتراك مع 16 دولة عربية وهي:(السودان، مصر، المملكة العربية السعودية، الإمارات العربية المتحدة، العراق، الأردن، الكويت، فلسطين، تونس، الجزائر، البحرين، المغرب، موريتانيا، سلطنة عمان، اليمن، وقطر)، وذلك من خلال ملف ترشيح قادته دولة الإمارات العربية المتحدة، وبمشاركة السعودية ممثلة في هيئة التراث، وبالتعاون مع اللجنة الوطنية السعودية للتربية والثقافة والعلوم، والوفد الدائم للسعودية لدى اليونسكو. |

## قائمة الترشيحات الجارية والمتوقفة
- الترشيحات المتوقفة:

1. حرفة: الجمعية التعاونية النسائية (2014).
2. كسوة الكعبة (2018)
3. خياطة وتطريز البشت الحساوي (2020).